# الحق في الغذاء
لكل شخص الحق في الغذاء. إن الحق في الغذاء ضروري لحياة كريمة وحيوية لإعمال العديد من الحقوق الأخرى، مثل الحق في الصحة والحياة. لا يستمد الغذاء من حقيقة أنه يساعد على البقاء، ولكن أيضا بسبب دوره في التطور الكامل للقدرات البدنية والعقلية.

خريطة الحق في الغذاء العالمية

ولذلك، تلتزم الدول بجهودها الفردية أو من خلال التعاون الدولي لوضع مجموعة من التدابير لإنتاج الأغذية وحفظها وتوزيعها لضمان تمكن كل شخص بسهولة من الحصول على الغذاء الكافي المتخلص من الجوع وسوء التغذية. في الحق في الغذاء، يجب إعطاء بعض المفاهيم الاهتمام مثل الأمن الغذائي (الوصول المستدام إلى الغذاء والأجيال القادمة على حد سواء) والسيادة الغذائية (حق الشعوب في تحديد نظمها الغذائية والزراعية). لا يقتصر الحق في الغذاء على احتواء عدد معين من السعرات الحرارية وكمية معينة من الطعام الأساسي، مما يعني أنه يجب أن يكون لدى الجميع الوسائل المادية والاقتصادية للحصول على الغذاء أو إنتاجه في جميع الأوقات. قدمت لجنة الأمم المتحدة المعنية بالحقوق الاقتصادية والاجتماعية والثقافية في تعليقها الثاني عشر توجيهات مفصلة إلى الدول بشأن التزاماتها باحترام وحماية وحماية الحق في الغذاء. ولاحظت اللجنة أيضا أن هذا الحق يتضمن الخصائص المترابطة والأساسية التالية:
- الكفاية: يجب أن يكون الغذاء المتاح للاستهلاك مناسبا في السياق الاجتماعي والاقتصادي والثقافي والبيئي السائد.

- التوافر: ينبغي أن يحصل الجميع على طعام كاف وجيد، إما من خلال أنظمة التسويق أو مباشرة من الأرض أو من الموارد الطبيعية الأخرى. يجب أن تتضمن الأنظمة الغذائية مزيجًا من العناصر الغذائية اللازمة لتلبية الاحتياجات الفيزيولوجية والحياة الصحية في جميع مراحل الحياة، اعتمادًا على النوع الاجتماعي والوظيفة. كما يجب أن يكون الطعام خاليًا من المواد الضارة ومقبولًا في سياق ثقافي معين.
- الوصول: يشمل الحصول على الغذاء ثلاثة عناصر أساسية، وهي عدم التمييز، وإمكانية الوصول الاقتصادي، والوصول المادي. قد لا يخضع الوصول إلى الغذاء لأي تمييز محظور. يجب أن يكون سعر الطعام عند مستوى لا يهدد بالوفاء بالاحتياجات الأساسية الأخرى. وهذا يستلزم تبني برامج خاصة للفئات الضعيفة. إن الوصول المادي إلى الغذاء يعني أن الغذاء الكافي ينبغي أن يكون متاحا للجميع، لا سيما الأفراد الضعفاء مثل الأطفال والأشخاص ذوي الإعاقة والمسنين وضحايا الكوارث الطبيعية أو الصراعات.
- الاستدامة: ينبغي أن تتخذ الدول التدابير المناسبة وتضع أنظمة تنظم عمل الجهات الفاعلة في القطاع الخاص لمنع المفاهيم الطويلة الأجل والحصول على الغذاء بسبب الممارسات التي تؤثر على الغذاء أو الأرض أو الموارد الطبيعية.[3]

هذا الحق مستمد من العهد الدولي الخاص بالحقوق الاقتصادية والاجتماعية والثقافية الذي يضم 160 دولة حتى مايو 2012. توافق الدول التي توقع العهد على اتخاذ خطوات للحد الأقصى من مواردها المتاحة تدريجياً لتحقيق الإعمال الكامل للحق في الغذاء الكافي على الصعيدين الوطني والدولي. في ما مجموعة 106 بلدان، ينطبق الحق في الغذاء إما عن طريق ترتيبات دستورية بأشكال مختلفة أو عن طريق التطبيق المباشر للقانون في مختلف المعاهدات الدولية التي يحمي فيها الحق في الغذاء.
في مؤتمر القمة العالمي للأغذية عام 1996، أعادت الحكومات التأكيد على الحق في الغذاء وتعهدت بنصف عدد الجياع وسوء التغذية من 840 إلى 420 مليون بحلول عام 2015. ومع ذلك، ازداد العدد خلال السنوات الماضية، ليصل إلى سجل سيء السمعة في عام 2009. أكثر من مليار شخص يعانون من نقص التغذية في جميع أنحاء العالم. وعلاوة على ذلك، فإن عدد الذين يعانون من الجوع الخفي - نقص المغذيات الدقيقة التي قد تسبب توقف النمو البدني والفكري عند الأطفال - يصل إلى أكثر من ملياري شخص في جميع أنحاء العالم.
في حين أن القانون الدولي ملزم بموجب القانون الدولي باحترام الحق في الغذاء وحمايته وإعماله، فإن الصعوبات العملية في تحقيق هذا الحق الإنساني تظهر من خلال انعدام الأمن الغذائي السائد في جميع أنحاء العالم، والتقاضي المستمر في بلدان مثل الهند. في القارات التي تعاني من أكبر المشاكل المتعلقة بالأغذية - أفريقيا وآسيا وأمريكا اللاتينية - لا يوجد نقص في الغذاء ونقص البنية التحتية فحسب، بل نقص في الموارد وعدم كفاية الوصول إلى الغذاء.

## التاريخ

### حق سلبي أو إيجابي
هناك تمييز تقليدي بين نوعين من حقوق الإنسان. من ناحية، الحقوق السلبية أو المجردة التي تحترم بعدم التدخل. من ناحية أخرى، حقوق إيجابية أو ملموسة تتطلب موارد لتحقيقها. ومع ذلك، فإنه في الوقت الحاضر تنازع فيما إذا كان من الممكن التمييز بوضوح بين هذين النوعين من الحقوق.
وبناءً على ذلك، يمكن تقسيم الحق في الغذاء إلى الحق السلبي في الحصول على الغذاء من خلال أفعال الشخص نفسه، والحق الإيجابي في توفير الغذاء إذا كان غير قادر على الوصول إليه. تم الاعتراف بالحق السلبي في الغذاء في وقت مبكر كما هو الحال في ماغنا كارتا في إنجلترا عام 1215 والتي تنص على ما يلي: «لا يجوز» تجريم «أي شخص إلى حد حرمانه من وسائل عيشه».
التطورات الدولية من عام 1941 فصاعداً
يقدم هذا القسم لمحة عامة عن التطورات الدولية ذات الصلة بإنشاء وتنفيذ الحق في الغذاء منذ منتصف القرن العشرين وما بعده.
1941 - في خطابه حول الحريات الأربع، يضم الرئيس الأمريكي فرانكلين دي روزفلت واحدة من الحريات:
«التحرر من العوز أو الاحتياج».
في وقت لاحق شكلت هذه الحرية جزءًا من ميثاق الأمم المتحدة لعام 1945 (المادة 1 (3)).
1948 - الإعلان العالمي لحقوق الإنسان يعترف بالحق في الغذاء كجزء من الحق في مستوى معيشي لائق:
«لكل فرد الحق في مستوى معيشي ملائم لصحة ورفاهة نفسه وأسرته، بما في ذلك الطعام والملبس والمسكن والرعاية الطبية والخدمات الاجتماعية اللازمة، والحق في الأمن في حالة البطالة، المرض أو الإعاقة أو الترمل أو الشيخوخة أو غيرها من أسباب العيش في ظروف خارجة عن إرادته»(المادة 25).
1966 - أعاد العهد الدولي الخاص بالحقوق الاقتصادية والاجتماعية والثقافية التأكيد على الإعلان العالمي لحقوق الإنسان فيما يتعلق بالحق في مستوى معيشي لائق، بالإضافة إلى الاعتراف على وجه التحديد بالحق في التحرر من الجوع. ينص العهد على:
«حق كل فرد في مستوى معيشي لائق له ولأسرته، بما في ذلك الغذاء الكافي» (المادة 11-1) و «الحق الأساسي للجميع في التحرر من الجوع» (المادة 11-2).
1976 - دخول العهد حيز التنفيذ.
1987 - إنشاء لجنة الحقوق الاقتصادية والاجتماعية والثقافية التي تشرف على تنفيذ العهد والشروع في تفسير قانوني أكثر للعهد.
1999 - اعتمدت اللجنة التعليق العام رقم 12 «الحق في الغذاء الكافي»، الذي يصف الالتزامات المختلفة للدول الملتزمة بالعهد فيما يتعلق بالحق في الغذاء.
2009 - اعتماد البروتوكول الاختياري الملحق بالعهد الدولي الخاص بالحقوق الاقتصادية والاجتماعية والثقافية، وجعل الحق في الغذاء قابلاً للتقاضي على المستوى الدولي.
1974 - اعتماد الإعلان العالمي للقضاء على الجوع وسوء التغذية في مؤتمر الأغذية العالمي.
1988 - اعتماد الحق في الغذاء في البروتوكول الإضافي للاتفاقية الأمريكية لحقوق الإنسان في مجال الحقوق الاقتصادية والاجتماعية والثقافية («بروتوكول سان سلفادور»).
1996 - منظمة الأغذية والزراعة (الفاو) تنظم مؤتمر الأغذية العالمي لعام 1996 في روما، مما أدى إلى تصريح روما بشأن الأمن الغذائي العالمي.
2004 - اعتمدت منظمة الفاو المبادئ التوجيهية بشأن الحق في الغذاء، حيث قدمت توجيهات للدول بشأن كيفية تنفيذ التزاماتها المتعلقة بالحق في الغذاء. وبدأت صياغة المبادئ التوجيهية نتيجة لمؤتمر القمة العالمي للأغذية لعام 2002.
2000 - إنشاء ولاية المقرر الخاص المعني بالحق في الغذاء.
2000 - اعتماد الأهداف الإنمائية للألفية، بما في ذلك الهدف 1: القضاء على الفقر المدقع والجوع بحلول عام 2015.
2012 - تم اعتماد اتفاقية المعونة الغذائية كنتيجة لاتفاقية المعونة الغذائية (1985)، مما يجعلها أول معاهدة دولية ملزمة قانونياً بشأن المعونة الغذائية.
فاز أمارتيا سين بجائزة نوبل عام 1998 جزئياً عن عمله في إثبات أن العجز والمجاعة الجماعية في العصر الحديث لم تكن نتاج نقص الغذاء. بدلاً من ذلك، تنشأ عادةً من مشاكل في شبكات توزيع الغذاء أو من سياسات الحكومة.